# Nisil
El nisil es una aleación 95,6% de níquel y 4,4% de silicio.
El punto de fusión es de 1341 °C y su densidad 8,55 g/cm³
Es usado con el nicrosil en los termopares tipo N, como la parte negativa del termopar.